# Polaris Inc.
Polaris Inc. es un fabricante estadounidense de motocicletas, motos de nieve, vehículos todo terreno y vehículo eléctrico de corto alcance. Polaris se fundó en  Roseau, Minnesota, donde todavía tiene sede de ingeniería y fabricación, mientras que la sede corporativa de la empresa se encuentra en Medina, Minnesota. La compañía fabricó motocicletas a través de su subsidiaria Victory Motorcycles hasta enero de 2017, y actualmente produce motocicletas a través de la subsidiaria Indian Motorcycle, que compró en abril de 2011.
Polaris produjo  embarcaciones  personales entre 1994 y 2004. La empresa se llamó originalmente Polaris Industries Inc. y en 2019 pasó a llamarse Polaris Inc..
Robin (una subsidiaria de Subaru Corporation) previamente desarrolló y suministró motores para vehículos todo terreno (ATV) y motos de nieve para Polaris Inc. A partir de 1995 con el Polaris Magnum 425 de 4 tiempos ATV y en 1997, con la introducción del motor de moto de nieve "twin 700", Polaris comenzó el desarrollo y la producción de plantas de energía producidas internamente, conocidas como la línea de motores "Liberty", que ahora se encuentran en muchos modelos en sus líneas de producción actuales. . Desde entonces, Polaris ha continuado desarrollando su capacidad de producción interna de motores, ahora diseñando y fabricando todas sus propias plantas de energía, mientras mantiene la asociación con Subaru.
En 2010, Polaris trasladó una parte de su ensamblaje de vehículos utilitarios y deportivos a México. Los componentes se fabrican en Osceola, Wisconsin y el ensamblaje del vehículo se realiza en Roseau, Minnesota. La gran mayoría del tren motriz y los vehículos para la línea todoterreno se fabrican en las instalaciones de Osceola y Roseau, respectivamente. Tanto la marca de motocicletas Victory como la Indian son de fabricación estadounidense con sistemas de propulsión completos y ensamblaje de vehículos ubicados en Osceola, Wisconsin y Spirit Lake, Iowa, respectivamente.-

## Historia

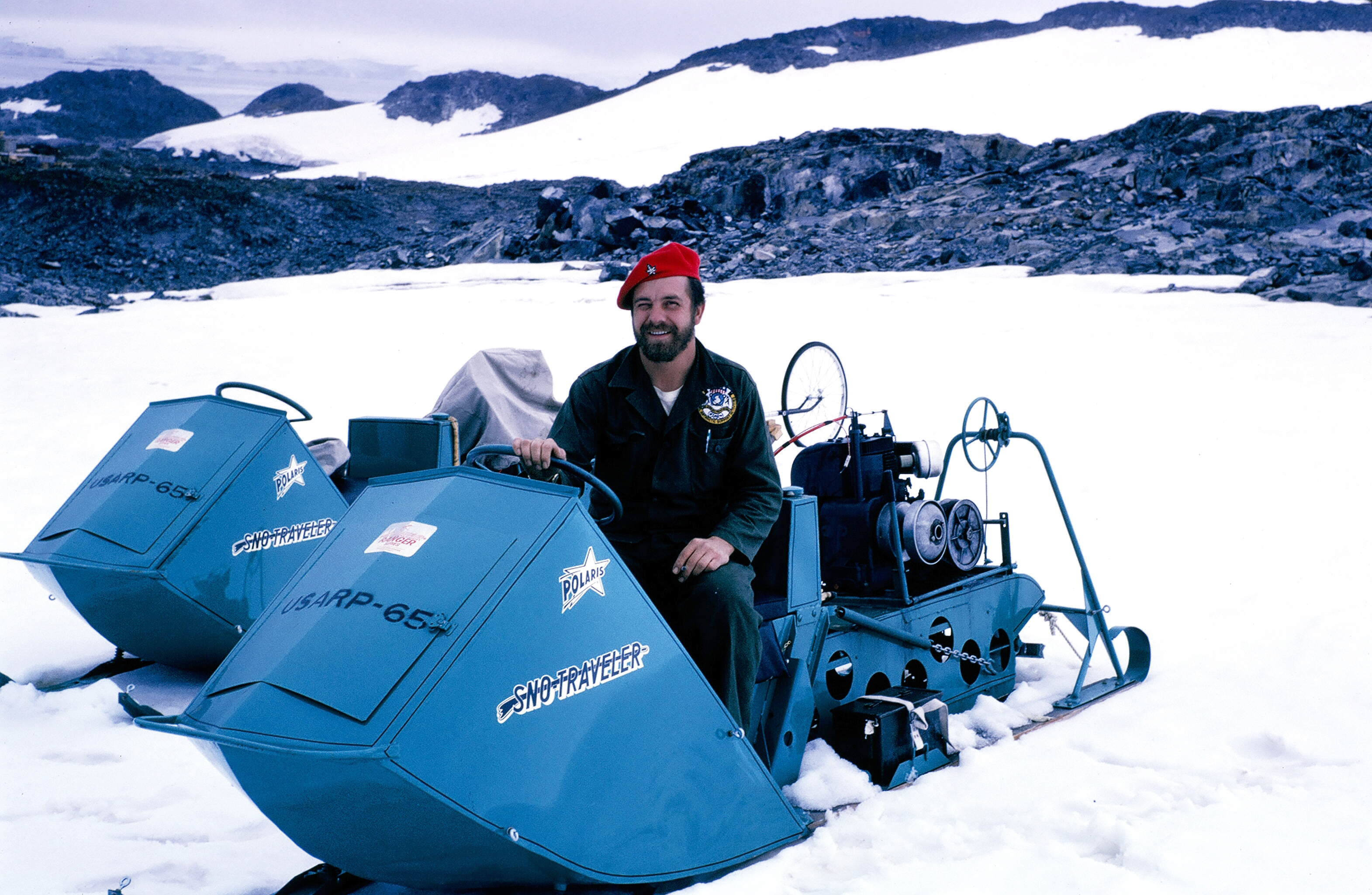
Polaris Sno Traveler (1965)

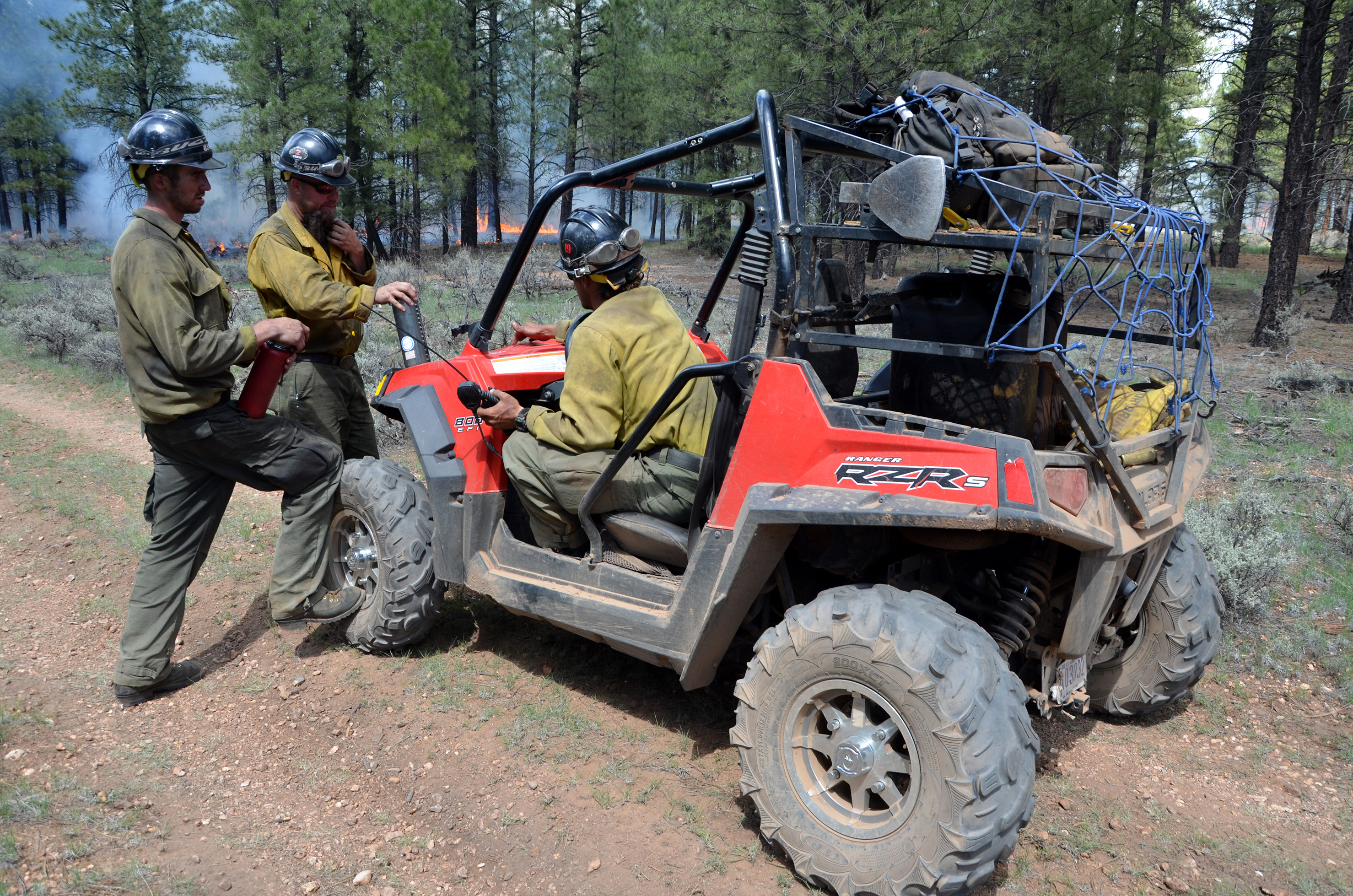
Polaris RZR ATV utilizado por los bomberos en el Bosque Nacional de Kaibab

Edgar Hetteen, quien fue descrito por el Salón de la Fama de las Motos de Nieve en St. Germain, Wisconsin como el padre de la moto de nieve, David Johnson, y el hermano de Edgar, Allan Hetteen, eran socios en Hetteen Hoist and Derrick. en Roseau, Minnesota. Edgar había abandonado la escuela después del octavo grado en 1934. David Johnson y los empleados de la compañía Paul Knochenmus y Orlen Johnson, quien fue la primera persona en montar un Polaris, decidieron crear un vehículo que pudiera viajar a través de la nieve. El uso principal de estos vehículos era hacer que los lugares de caza fueran más accesibles. David Johnson y varios empleados crearon el prototipo en 1954 mientras Edgar estaba en un viaje de negocios. Edgar regresó a Roseau para descubrir la máquina de nieve y estaba furioso porque los empleados habían usado su tiempo y los recursos de la empresa en la máquina. Esta primera máquina usó una cinta transportadora de silo de granos como pista, un motor Briggs and Stratton y un viejo parachoques Chevy para esquís. Edgar se mostró escéptico sobre su valor,y el trineo n. ° 1 pronto se vendió al propietario del aserradero de Roseau, "Silver Pete" HF Peterson, por US$ 465 para cubrir la nómina de la empresa.
Sin embargo, los empleados continuaron centrándose en la construcción de motos de nieve y pronto se creó un segundo modelo, con Allan Hetteen a la cabeza; se llamaba Polaris Sno Traveler. El primer modelo de producción salió de la línea de ensamblaje en Minnesota en 1956. Los modelos originales pesaban cerca de 1000 lb (453,6 kg) y se movían a una velocidad de aproximadamente 20 mph (32,2 km/h). A medida que las motos de nieve Polaris ganaron impulso en las ventas, Edgar Hetteen se convirtió en un defensor de la nueva línea de productos. Con el fin de promocionar la nueva moto de nieve y demostrar su fiabilidad y utilidad, en 1960 Edgar dirigió una caminata de tres motos de nieve de 1200 millas a través del desierto de Alaska, comenzando desde Bethel, Alaska. El viaje tomó tres semanas, y la mayor parte del tiempo, Edgar luchó para mantener 10 mph sobre la nieve. El Fairbanks Daily News-Miner los puso en primera plana. Sin embargo, la ausencia de Edgar le causó problemas con la junta directiva del banco de Roseau. Poco después de completar el viaje, Edgar dejó la empresa en junio y comenzó una empresa competidora llamada Polar Manufacturing en Thief River Falls, Minnesota. Posteriormente, el nombre de la empresa cambió a Arctic Enterprises; a mediados de la década de 1980 se declaró en bancarrota en medio de una feroz competencia a medida que las motos de nieve se hicieron populares y otros fabricantes ingresaron al mercado. La empresa salió de la bancarrota y continúa hoy como la compañía Arctic Cat.
Polaris comenzó a desarrollar una moto de nieve con motor delantero más pequeña para el consumidor para competir con Ski-Doo a principios de la década de 1960. En 1964, Polaris lanzó el Comet. Sin embargo, el Comet pronto tuvo problemas ya que no podía viajar en todo tipo de condiciones de nieve. Luego, Polaris retiró los trineos y desarrolló rápidamente un nuevo prototipo para evitar la bancarrota. El nuevo modelo, el Mustang de 1965, se convirtió en un éxito como moto de nieve familiar e impulsó las ventas de Polaris. Polaris continuó desarrollando motos de nieve similares a este modelo durante las décadas de 1960 y 1970, y se convirtió en uno de los líderes en la industria de motos de nieve
A principios de la década de 1980, Polaris comenzó a crear una moto de nieve estilo Indy con IFS y una postura más amplia. Continuaron con el trineo estilo Indy en los años 90 con las líneas Storm, XLT, XCR, Ultra, RMK y Trail; en los últimos años, Polaris ha vuelto a introducir el nombre del modelo INDY. En 1985, Polaris presentó el Scrambler ATC y Trail Boss, que se consideran los primeros vehículos todo terreno (ATV) de producción fabricados en Estados Unidos. A principios de la década de 1990, Polaris presentó Polaris Rocky Mountain King (RMK), una moto de nieve específica para terrenos montañosos. En mayo de 2009, Polaris anunció la creación de una división de vehículos de carretera. La nueva división se dedicará al crecimiento de las motocicletas Victory y otros productos y marcas de carretera. En 2010, Polaris presentó la moto de nieve Polaris Rush, que tenía un nuevo sistema de suspensión y mejores capacidades de manejo de senderos. Esta moto de nieve también está disponible con gráficos retro en los modelos Rush e Iq. A finales de 2005, Polaris anunció que compraría una parte de KTM Motorcycles. A través de esta empresa, KTM ha desarrollado su propio ATV y Polaris ha desarrollado ATV deportivos que utilizan los motores KTM 525 y 450.

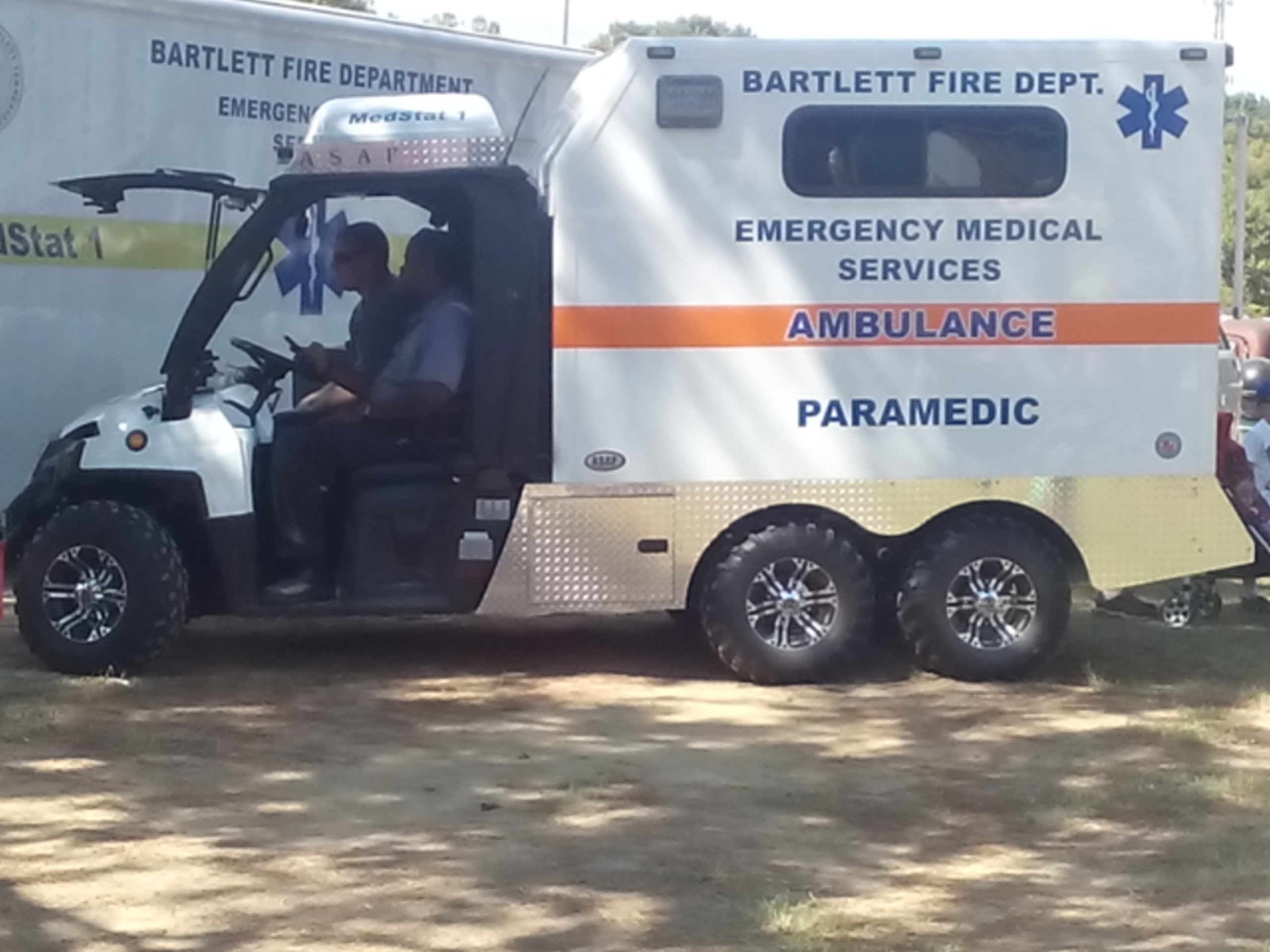
A Polaris Ranger modificado para ambulancia

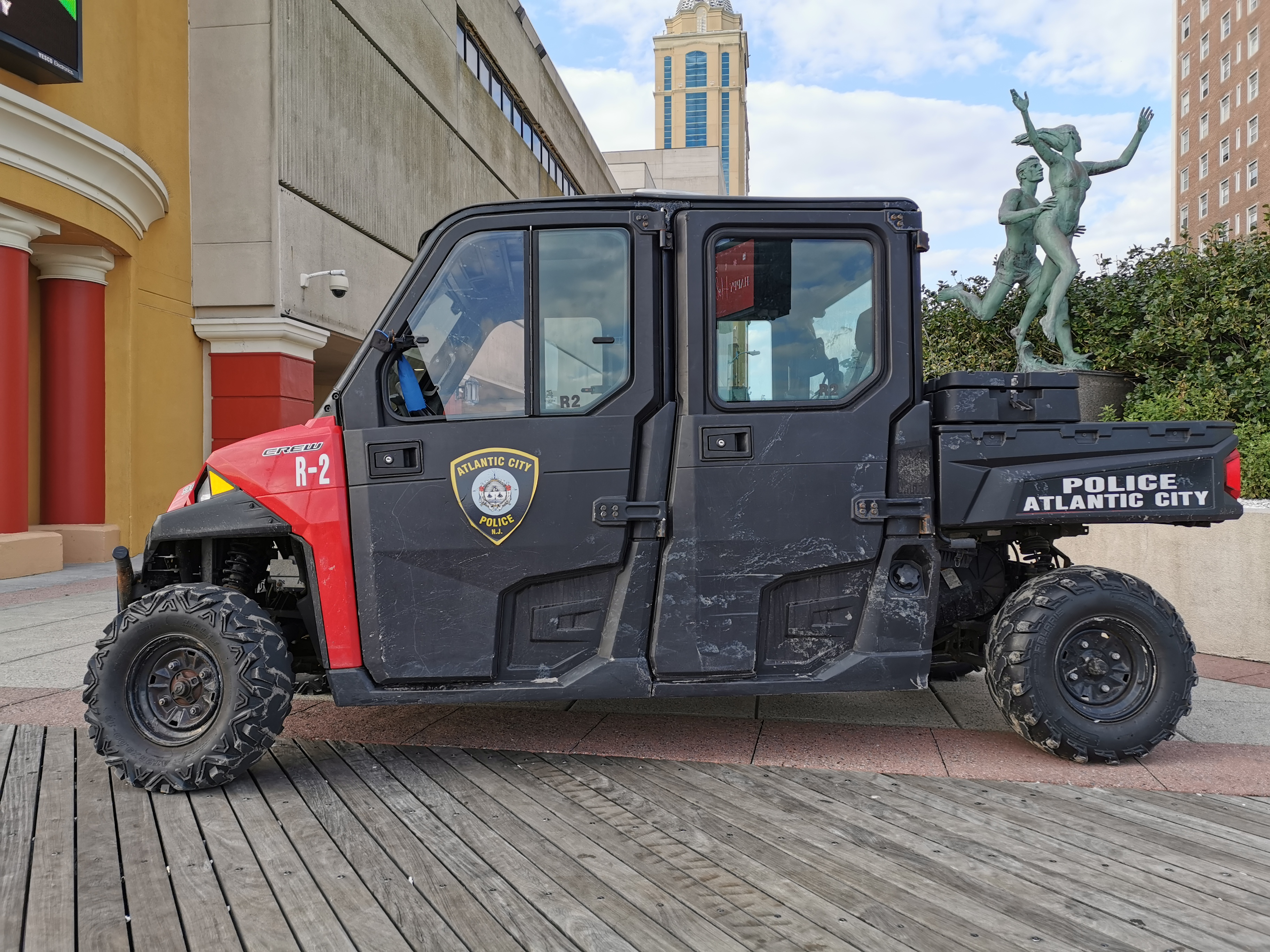
A Polaris Rangerpatrulla el Paseo marítimo de Atlantic City bajo la autoridad del Departamento de Policía de Atlantic City.

El 21 de mayo de 2010, Polaris anunció que abriría una nueva planta de fabricación en México. La instalación hermana en Osceola, Wisconsin, aún permanece en pleno funcionamiento. Se prevé que la apertura de la instalación de Monterrey ahorre a la empresa US$ 30 millones al año, y la mayor parte de esos ahorros provendrán de salarios más bajos. La planta de Monterrey tiene 3 líneas de ensamblaje dedicadas a la producción de Ranger lado a lado para los mercados globales. La intención original de las instalaciones de Monterrey era atender los mercados del sur de los EE. UU. más México y América del Norte.[cita requerida]
En octubre de 2011, Polaris anunció una inversión en Brammo, Inc., una empresa de vehículos eléctricos con sede en Ashland, Oregón, Estados Unidos. Su primera motocicleta eléctrica de producción, la "Brammo Enertia", se ensambla en Ashland y se vende en los concesionarios. Polaris continuó su inversión en Brammo cuando participó en el tramo inicial de US$ 13 millones de la ronda de financiación Serie C de Brammo en julio de 2012. Polaris había estado mostrando interés en la propulsión eléctrica, produciendo una versión eléctrica de su Ranger Side-by-Side y más recientemente comprando Global Electric Motorcars (GEM). Como lo expresó una publicación, "Este último movimiento probablemente indica la adición de transmisiones limpias y silenciosas a los vehículos todo terreno y las motocicletas bajo el paraguas de la marca del gigante mundial: es posible que las motos de nieve tengan que esperar a que se produzcan avances en las baterías antes de que sean comercialmente viables". El 15 de enero de 2015, Polaris anunció que había comprado todo el negocio de motocicletas eléctricas de Brammo. La producción de motocicletas eléctricas estaba programada para comenzar en la fábrica de Polaris en Spirit Lake, Iowa, durante la segunda mitad de 2015. Polaris también fabrica motocicletas Victory e Indian en la fábrica de Spirit Lake.
En 2012, la producción se reinició en los trineos con nombre de Indy (detenida en 2004 con Indy 500) con el lanzamiento de Indy 600 e Indy 600 SP de 2013. Para 2014, Polaris ampliará el nombre de Indy y ofrecerá variantes de modelos para casi todas las categorías (la única excepción es la clase "Montaña").[cita requerida]
El 11 de abril de 2013, Polaris anunció que adquirió Aixam-Mega, un fabricante francés de cuadriciclos.
El 9 de enero de 2015, Polaris anunció que abrirá una nueva instalación de 600 000 pies cuadrados en Huntsville, Alabama que empleará al menos a 1700 trabajadores. La construcción de la nueva planta de fabricación está programada para comenzar a principios de 2015 y debe abrirse en la primavera de 2016. La planta respaldará varios procesos centrales, incluidos el ensamblaje de vehículos, pintura de chasis y carrocería, soldadura, fabricación y moldeo por inyección.
El 7 de marzo de 2016, Polaris adquirió Taylor-Dunn, un fabricante de vehículos industriales con sede en Anaheim.
El 9 de enero de 2017, el presidente y director ejecutivo de Polaris, Scott Wine, anunció que cerraría Victory Motorcycles. Anunciaron que seguirán respetando las garantías y produciendo piezas para Victory Motorcycles durante los próximos 10 años.
En abril de 2018, Polaris Industries acordó pagar una multa civil récord de $27,25 millones por no informar los vehículos todoterreno defectuosos.
En mayo de 2018, Polaris volvió a entrar en la producción de barcos al comprar Boat Holdings LLC, con sede en Indiana, por 805 millones de dólares. La compañía invirtió más en su división de navegación en enero de 2019 con la adquisición de Marquis-Larson Boat Group de Pulaski, Wisconsin. La producción de Marquis-Larson se trasladó a una instalación en Syracuse, Indiana. Luego pasaron a hacer el Polaris Slingshot, un vehículo de tres ruedas.
El 29 de julio de 2019, la empresa cambió su nombre de Polaris Industries Inc. a Polaris Inc. y comenzó a cotizar con el nuevo nombre el 8 de agosto de 2019.